# Incident du Hitachi Maru
Guerre russo-japonaise
Batailles
- Port-Arthur (1re)
- Chemulpo
- Yalou
- Nanshan
- Te-li-Ssu
- Incident du Hitachi Maru
- Col de Motien
- Tashihchiao
- Port-Arthur (2e)
- Hsimucheng
- Mer Jaune
- Ulsan
- Korsakov
- Liaoyang
- Cha-Ho
- Sandepu
- Mukden
- Tsushima
- Invasion de Sakhaline

L'incident du Hitachi Maru (常陸丸事件, Hitachi-maru jiken) est une attaque maritime de la guerre russo-japonaise qui eut lieu dans le détroit de Tsushima le 15 juin 1904. Trois navires de transports japonais sont coulés par des croiseurs russes partis de Vladivostok.

## Contexte
Au début de la guerre russo-japonaise, l'essentiel de la flotte russe du Pacifique est bloquée à Port-Arthur par la marine impériale japonaise. Cependant, la base navale secondaire de Vladivostok, bien que bombardée par une escadre japonaise du vice-amiral Dewa Shigetō en mars 1904, reste largement préservée et non soumise à un blocus. Dans le port se trouve une force de garnison composée des croiseurs Bogatyr et Lena et d'une escadre comprenant les croiseurs Russie, Riourik, Gromoboï, dirigée par le contre-amiral Karl Jessen.
Cette petite escadre prend la mer au début du conflit pour effectuer des raids éclairs, et la marine impériale japonaise est préoccupée par le fait qu'elle puisse attaquer le sol japonais ou coordonner une attaque pour lever le blocus de Port-Arthur. Les Japonais sont forcés d'assigner la 2e flotte du vice-amiral Kamimura Hikonojō et de considérables ressources à la localiser et la détruire.

## L'Attaque dans le détroit de Tsushima
Le contre-amiral russe Piotr Bezobrazov part de Vladivostok le 12 juin 1904 avec le Russie, le Riourik, et le Gromoboï avec l'ordre de passer par le détroit de Corée, de perturber les routes commerciales japonaises pendant deux jours avant de rejoindre le blocus de Port-Arthur. Le 15 juin, il aperçoit deux navires de transport militaires, le Hitachi Maru (en) et le Sado Maru en route pour Dalny.
Le Hitachi Maru transporte 1 238 personnes, dont 727 hommes du 1er régiment de réserve de la garde impériale japonaise et 359 hommes de la 10e division. Le Sado Maru transporte quant à lui 1 258 personnes, dont 867 membres du bataillon de génie ferroviaire. Les deux navires ont à leur bord de grandes réserves de matériel, dont 18 obusiers de 28 cm demandés par la 3e armée japonaise pour attaquer les fortifications russes de Port-Arthur.
Croisant les deux navires de transport dans la direction opposée, l'Izumi Maru, un navire-hôpital non-armé transportant des malades et des blessés du front, fait route vers le Japon.
La seule protection de ces navires est le croiseur Tsushima (en) qui est à ce moment (7h15) stationné  à peu près au milieu du détroit. Il aperçoit l'escadre russe à travers le dense brouillard du matin mais ne peut lancer l'alerte en raison de la faible portée de sa radio et des mauvaises conditions atmosphériques, et tente de se rapprocher de l'île Tsushima où la météo est meilleure. Il est repéré par les navires russes qui ne le prennent pas en chasse. Le Tsushima parvient à transmettre une alerte à 8h15 puis part en direction de l'escadre russe. L'amiral Kamimura, basé au district de garde de Takeshiki à Tsushima envoie une alerte à Shimonoseki pour interdire toute navigation puis ordonne à ses navires de suivre le Tsushima.

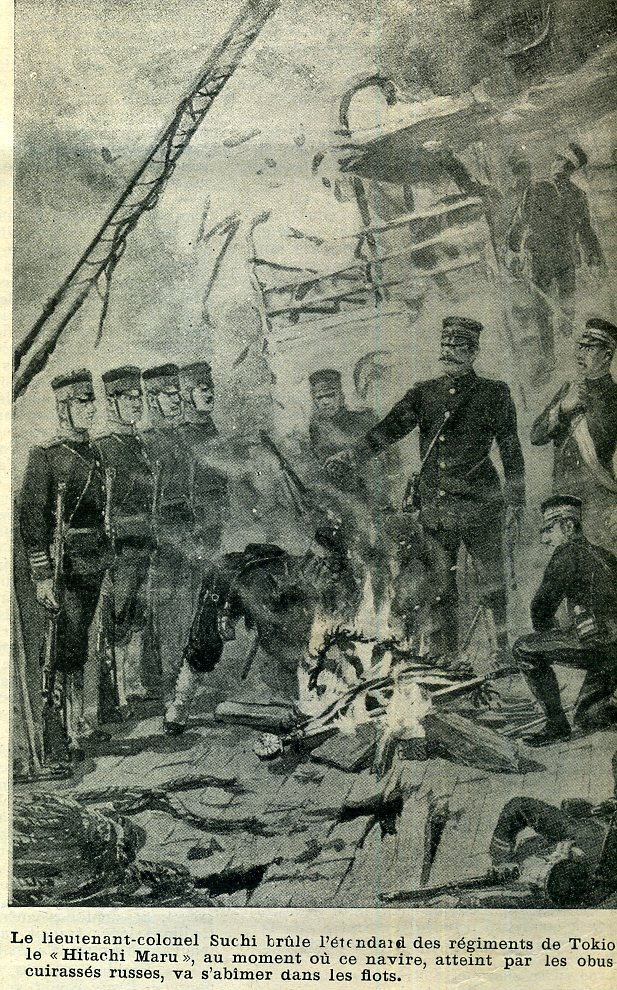
Le lieutenant Suchi brûle l'étendard du Hitachi Maru alors que le navire est sur le point de couler.

Cependant, à 9h00, l'escadre russe aperçoit l'Izumi Maru, et l'amiral Bezobrazov envoie le Gromoboï l'attaquer. Il ouvre le feu, tuant ou blessant plus de 30 hommes avant que le navire japonais ne s'arrête et ne se rende. Environ 100 hommes malades ou blessés sautent à l'eau avant que le navire ne coule à l'ouest d'Okinoshima, avec à bord ceux qui ont refusé de sauter. Vers 10h00, l'escadre russe aperçoit le Sado Maru et est repérée par la flotte japonaise en même temps. Malgré le fait qu'il ait donné 40 minutes au transporteur japonais pour se rendre et abandonner le navire, le Riourik tire deux torpilles qui explosent et tuent 239 passagers et membres d'équipage, mais le navire ne coule pas. Il dérive pendant 30 heures avant de s'échouer sur Okinoshima.
Par la suite, le Gromoboï s'approche du Hitachi Maru, qui arbore un signe d'intention de se rendre. Le croiseur russe ouvre le feu avec tous ses canons, tuant la plupart des hommes se trouvant sur le pont, dont son capitaine britannique, et coule le navire. En raison de la faible visibilité, la flotte japonaise ne peut se rapprocher de l'escadre russe, et à 13h30, récupère 152 survivants du Hitachi Maru.

## Suites

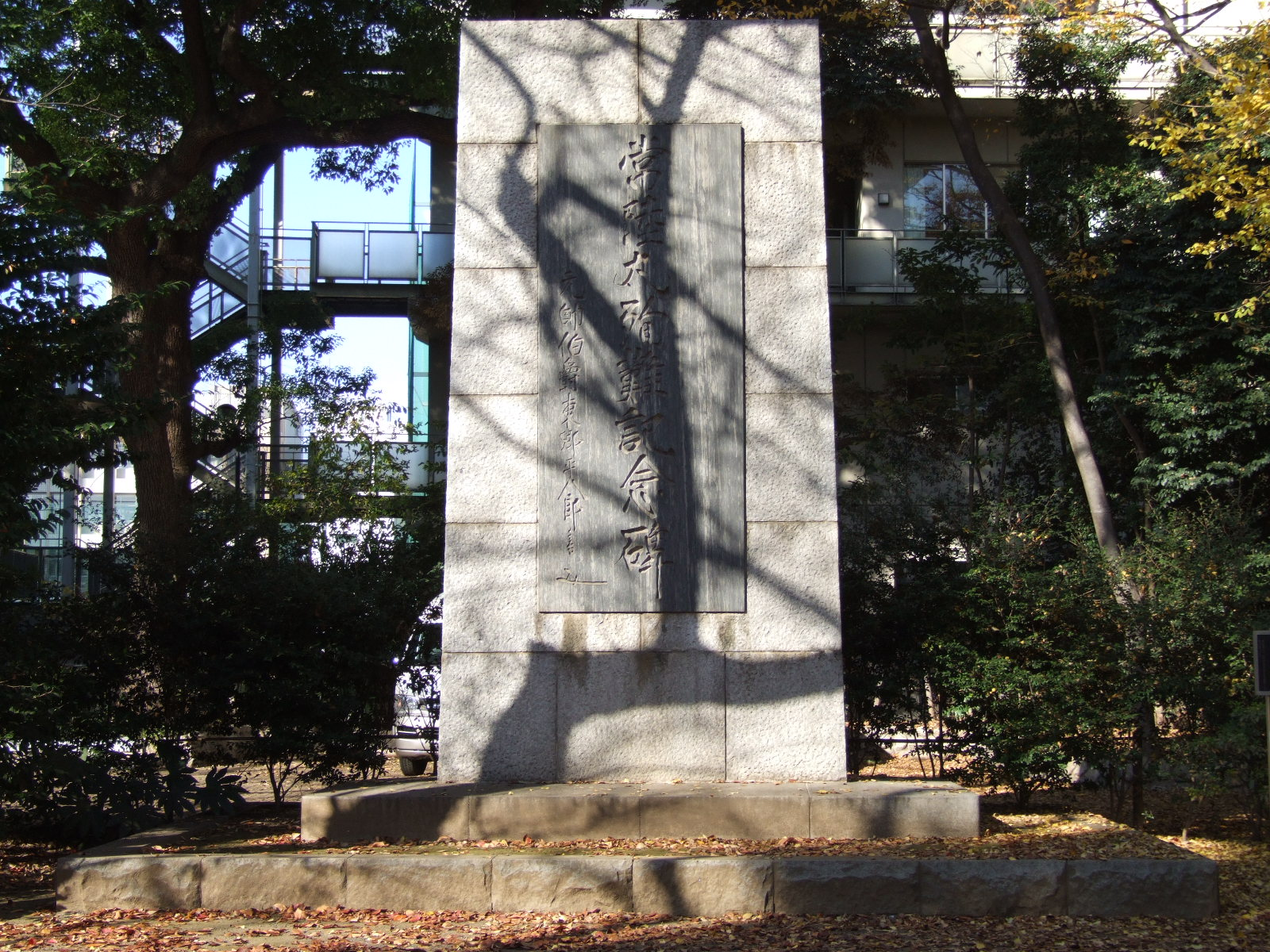
Stèle mémoriale du Hitachi Maru au sanctuaire Yasukuni.

L'escadre russe continue ses opérations contre les navires non armés et capture le 16 juin le paquebot britannique Allanton au large de Maizuru. Les croiseurs coulent également deux navires à voile le lendemain.
L'attaque est un coup dur pour le peuple japonais. Des mémorials sont érigés au parc Chidorigafuchi à Tokyo, et une grande stèle commémorative de la garde impériale est érigée au cimetière d'Aoyama. Un monument en l'honneur du Sado Maru est construit au parc de Shiba (et est déplacé au sanctuaire Yasukuni en 1964). Kamimura reçoit de nombreuses menaces de mort et est mis sous pression pour détruire cette escadre russe, ce qu'il fait lors de la bataille d'Ulsan le 14 août 1904, deux mois plus tard.